# Crocifissa di Rosa (Brescia)
Crocifissa di Rosa è un quartiere di Brescia.

## Geografia fisica
L'area occupata del quartiere è delineata a sud da via Pusterla; a ovest da via Montesuello e via Marconi; a nord da via Antonio Federico Ozanam; a est dai ronchi Martinengo, Gallia e Bordoni.
Il territorio è pianeggiante ad eccezione dell'area est che fa parte dei "Ronchi", pendio collinare del Monte Maddalena. I corsi d'acqua sono tutti tombinati: tra i più rilevanti, il Celato e la condotta sotterranea dell'acquedotto di Mompiano. Il torrente Garza scorre a est del confine del quartiere con quello di Borgo Trento.

## Origini del nome
Il toponimo è di origine moderna. Prende il nome dalla via principale del quartiere, prosecuzione della galleria Tito Speri che lo collega al centro cittadino. A sua volta, la strada ha tale nome per la dedica della chiesa parrocchiale a Maria Crocifissa Di Rosa.

## Storia
Buona parte dell'area residenziale è stata costruita negli anni Trenta dall'amministrazione comunale fascista che intendeva migliorare il collegamento fra il centro città e l'Ospedale Civile ai tempi in costruzione. Negli anni Cinquanta furono edificati anche i terreni del vivaio della Guardia forestale, situato fra le attuali via Galilei e via San Rocchino e il quartiere conobbe uno sviluppo disordinato, passando da circa 1 000 abitanti a oltre 7000.
L'area residenziale di via Montesuello è più vecchia, con costruzioni risalenti a inizio Novecento edificate lungo le nuove strade definite dal piano regolatore del 1897. In quel periodo fu costruito l'Istituto dei Derelitti che negli anni Venti divenne sede del liceo scientifico Calini. Dietro lo stesso edificio sorse la fabbrica del calzificio «Montanari & Studer» che nel 1929 divenne sede della fabbrica nazionale Armi e, negli anni Cinquanta, dell'IPSIA Moretto.
L'istituzione del quartiere come suddivisione amministrativa del comune risale al luglio 1972, quando il consiglio votò la costituzione dei consigli di quartiere. Il 10 novembre 1974 si tennero le elezioni per quello di Crocifissa di Rosa. Tre anni dopo, la Giunta Trebeschi recepì la legge 278/1976 e istituì le nuove circoscrizioni: il quartiere fu assegnato alla Seconda circoscrizione, assieme a Mompiano, San Rocchino-Costalunga e il Villaggio Prealpino.
Nel 2007, la giunta Corsini riformò le circoscrizioni riducendone il numero a cinque: Crocifissa di Rosa fu assegnata alla nuova Circoscrizione Centro.
Sette anni dopo, a seguito dell'abolizione delle circoscrizioni per i nuovi limiti imposti dalla legge 191/2009, la Giunta Del Bono decise di ricostituire gli organi consultivi di rappresentanza dei quartieri. Le prime elezioni del consiglio di quartiere si tennero in tutta la città il 14 ottobre.

## Monumenti e luoghi d'interesse

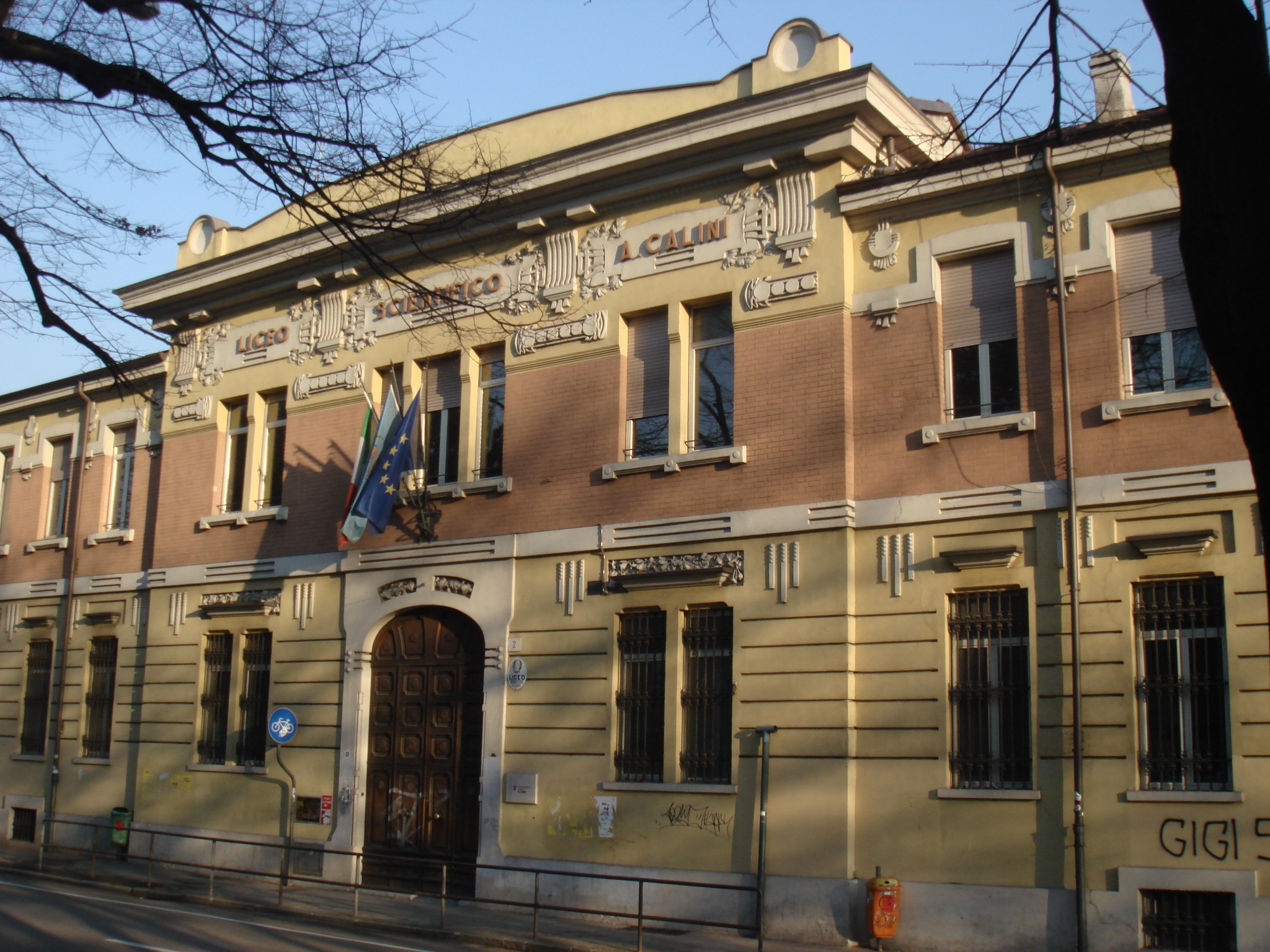
Facciata del liceo scientifico Calini

- Museo Civico di Scienze Naturali, opera con discontinuità dal primo decennio del XXI secolo in quanto l'attuale sede fu edificata negli anni Sessanta, ma necessita di interventi di ristrutturazione[9]
- Archivio di Stato di Brescia, l'edificio è stato realizzato nella seconda metà degli anni Cinquanta per ospitare tutta la documentazione dell'archivio che fu istituito da una disposizione dei rettori veneti della città nel 1661[10]
- Ospedale dei Bambini del Ronchettino.
- Cinema METROPOL: costruito nel 1955 in via Galilei, poi Metropol d'Essai, nel 1967, ristrutturato nel 1988. Ora chiuso.

## Società

### Religione
Nel territorio del quartiere è presente la chiesa parrocchiale dedicata a santa Maria Crocifissa Di Rosa, appartenente alla diocesi cattolica di Brescia.

## Cultura
Il quartiere è servito dalla scuola primaria Dante Alighieri e dalla secondaria di primo grado Ugo Foscolo. Sono presenti anche il Liceo scientifico statale Annibale Calini e l'IPSIA Moretto.

## Infrastrutture e trasporti
La metropolitana di Brescia percorre in galleria la parte occidentale del quartiere. La stazione di Marconi si trova nei pressi del parco Sant'Antonino.
Il quartiere è servito dalla linea 10 (Concesio - Poncarale) e dalla 16 (Sanpolino - Onzato) della rete di trasporti cittadina. Via Pusterla è inoltre servita dalla linea 6 (Largo Zanardelli - San Gottardo) che, nella stagione estiva, è prolungata fino alla cima del Monte Maddalena.